# كريستوفر إنفيل
كريستوفر إنفيل (بالإنجليزية: Christopher Anvil)‏ (11 مارس 1925، نورويتش في الولايات المتحدة - 30 نوفمبر 2009، نيويورك في الولايات المتحدة)؛ كاتب وروائي أمريكي.